# Anthracocentrus
Anthracocentrus is een kevergeslacht uit de familie van de boktorren (Cerambycidae). De wetenschappelijke naam van het geslacht werd voor het eerst geldig gepubliceerd in 1983 door Quentin & Villiers.

## Soorten
Anthracocentrus omvat de volgende soorten:
- Anthracocentrus arabicus (Thomson, 1877)
- Anthracocentrus beringei (Kolbe, 1898)
- Anthracocentrus capensis (White, 1853)
- Anthracocentrus modicus (Gahan, 1894)
- Anthracocentrus nigerianus Lackerbeck, 1998
- Anthracocentrus rugiceps (Gahan, 1894)